# هاروت بارسقیان
هاروت بارسقیان (یونانی: Αρούτ Παρσεκιάν؛ زادهٔ ۱۷ آوریل ۱۹۷۰) کشتی‌گیر ارمنی‌تبار اهل قبرس است.
وی در بازی‌های المپیک تابستانی ۱۹۹۶ به رقابت پرداخت.